# Салогор Микита Леонтійович
Микита Леонтійович Салогор (15 серпня 1901, Костянтинівка, Херсонська губернія, Російська імперія, тепер Миколаївської області — 24 червня 1982, Кишинів, Молдавська РСР, СРСР) — молдавський радянський партійний та державний діяч, в. о. першого секретаря ЦК КП (б) Молдавії (1942–1946). Депутат Верховної Ради СРСР 1—2-го скликань.

## Життєпис
Народився 15 серпня 1901 в містечку Костянтинівка Херсонської губернії в селянській родині.
У 1921—1924 роках — червоноармієць 6-ї окремої зенітної залізничної бригади.
З 1924 року працював головою сільськогосподарського кредитно-кооперативного товариства в містечку Костянтинівці Арбузинського району.
У 1929—1930 роках — слухач колгоспно-кооперативних курсів при Укрзерноцентрі в місті Харкові.
У 1930—1935 роках — інструктор Молдавської зерноспілки в Молдавській АРСР; голова Рибницької районної колгоспної спілки Молдавської АРСР; уповноважений Українського конярського управління по Молдавській АРСР; завідувач Рибницького районного земельного відділу; завідувач Красно-Окнянського районного земельного відділу Молдавської АРСР.
Член ВКП(б) з 1931 року.
У 1935—1937 роках — студент Української академії харчової промисловості.
У 1937—1940 роках — директор радгоспу імені Дзержинського Дубосарського району Молдавської АРСР; голова виконавчого комітету Слободзейської районної ради Молдавської АРСР.
У 1940 році — голова виконавчого комітету Оргіївської повітової ради депутатів трудящих Молдавської РСР.
4 вересня 1940 — 18 січня 1947 року — 2-й секретар ЦК КП(б) Молдавії. 7 вересня 1942 — 18 липня 1946 року — в. о. 1-го секретаря ЦК КП(б) Молдавії.
З 8 лютого 1941 по 13 травня 1947 року — голова Верховного ради Молдавської РСР.
У 1947 році навчався на дев'ятимісячних курсах при ЦК ВКП(б).
У 1948 році — керуючий плодоконсервного тресту в місті Краснодарі Краснодарського краю.
У 1948—1959 роках — заступник міністра м'ясо-молочної промисловості Молдавської РСР; керуючий тресту «Молдплодовоч»; заступник керуючого тресту олійно-жирової і борошняної промисловості Ради міністрів Молдавської РСР.
З 1959 року — персональний пенсіонер союзного значення в місті Кишиневі.
Помер 24 червня 1982 року після тривалої і важкої хвороби. Похований на Вірменському цвинтарі Кишинева.

## Нагороди
- орден Жовтневої Революції
- орден Червоного Прапора (2.05.1945)
- орден Вітчизняної війни І ст
- орден «Знак Пошани»
- медаль «Партизанові Вітчизняної війни» 1-го ст.
- медаль «За перемогу над Німеччиною у Великій Вітчизняній війні 1941—1945 рр.»
- медалі